# قضية القتل في ليشا
قضية القتل في ليشا (بالنرويجية: Lesja-saken)‏ هي حادثة تشير إلى اختفاء واغتصاب وقتل فتاة تدعى إينغريد ماريه سكوته ذات الأربعة عشر ربيعاً من بلدية ليشا، النرويج في فبراير 1987. أصبحت واحدة من أكثر القضايا الجنائية التي حظيت بتغطية إعلامية في النرويج ما بعد الحرب العالمية الثانية.

## الاختفاء
اختفت إينغريد ماريه سكوته أثناء استيقافها سيارة بإتجاه وسط ليشا مساء يوم الثلاثاء، 10 فبراير 1987. وقد كانت ذاهبة لملاقاة صديقها في أحد المقاهي، لكنها لم تصل أبداً. قال شهود أنهم شاهدوها تحاول استيقاف سيارات على الطريق الأوروبي إي136 وسرعان ما تيقنت الشرطة أنه كانت ضحية جريمة عنف. تم الاستعانة بكريبوس على الفور وبدأت عمليات البحث دون التوصل إلى نتائج. وحولت الشرطة انتباهها إلى سيارة فورد.